# Grammatophyllum speciosum
Grammatophyllum speciosum, nazývaná také obří orchidej, tygří orchidej nebo královna orchidejí, je druh orchideje pocházející z tropické jihovýchodní Asie. Je uveden v Guinnessově knize světových rekordů jako největší orchidej na světě, přičemž byly zaznamenány exempláře vysoké až 7,62 metrů. Obří orchidej vážící dvě tuny byla jedním z vrcholů výstavy roku 1851 v londýnském Hyde Parku. Rodové jméno Grammatophyllum je odvozeno z řeckých slov gramma pro „malované znaménko, písmeno“ a phyllon pro „list“.

## Popis

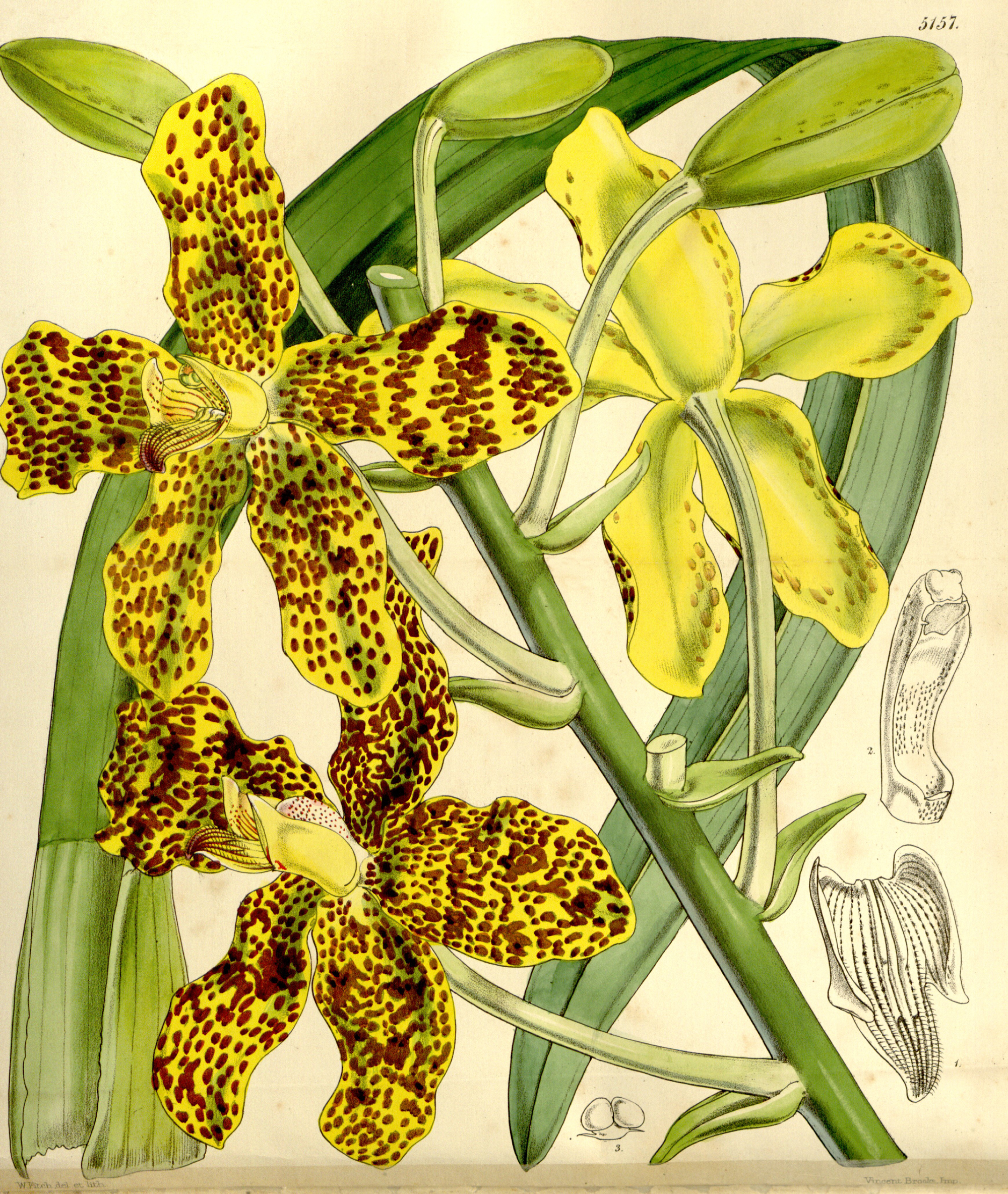
Ilustrace

Je to epifytická, příležitostně též litofytická vytrvalá bylina, která vytváří efektní kořenové svazky. Její válcovité pahlízy mohou dorůst až do délky 2,5 m. Může dorůst do gigantických shluků o hmotnosti od několika set kilogramů do více než jedné tuny. Početné listy jsou 50–100 centimetrů dlouhé a asi 3 centimetry široké, zřídka trochu více, zúžené do ostrého hrotu, ve stáří sehnuté dolů. Listové pochvy jsou žlutě zbarvené.

Květenstvím jsou hrozny, které mohou dorůst do výšky 3 metrů a nést až osmdesát květů, každý o průměru až 10 cm. Květy jsou oboupohlavné, skládající se převážně ze tří vnějších a tří vnitřních okvětních lístků; jsou žlutě zbarvené s kaštanově hnědými nebo tmavě červenými skvrnami. Nejnižší květy nemají pysk a fungují jako osmofory pro celé květenství – emitují chemickou vůni, aby přilákaly opylovače, například drvodělky (rod Xylocopa). Kvete jen jednou za dva až čtyři roky. Tato orchidej však může zůstat v květu až dva měsíce. Kromě toho bylo zjištěno, že tato rostlina má potenciální léčivé účinky, například při hojení ran.

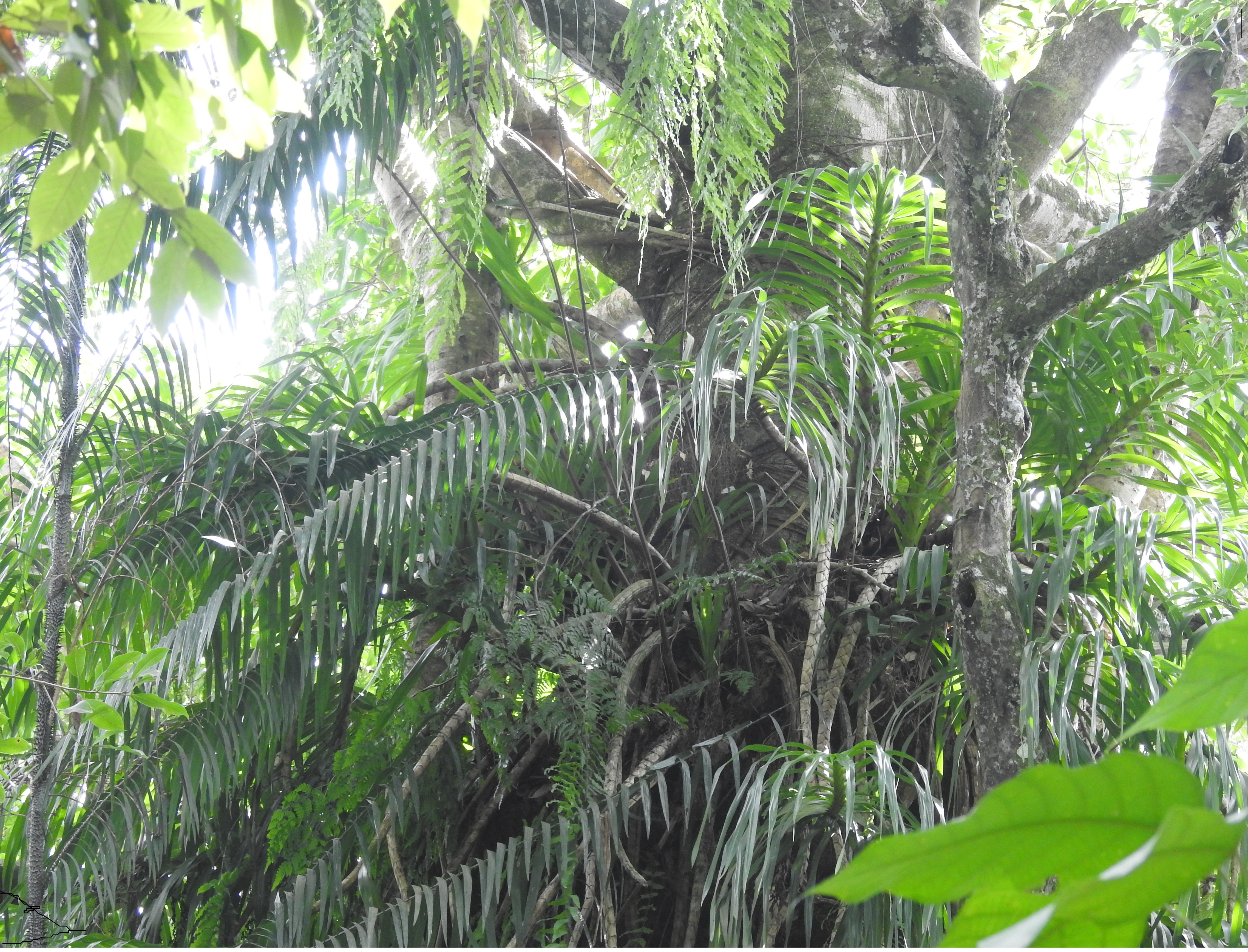
Jako epifyt ve volné přírodě

## Systematika
Rod Grammatophyllum zahrnuje šest až dvanáct druhů, v závislosti na taxonomickém pohledu, z nichž všechny se vyskytují v tropické východní Asii. Rod je úzce příbuzný s rody Cymbidium a Thecostele, které patří do tribu Cymbidieae v podčeledi Epidendroideae. Grammatophyllum speciosum tvoří agregát druhů s podobnými druhy Grammatophyllum wallisii (endemický na Filipínách), Grammatophyllum kinabaluense (endemický na Borneu), Grammatophyllum pantherinum (syn.: Grammatophyllum papuanum, z Nové Guineje, Šalomounových ostrovů a Malajského souostroví) a Grammatophyllum comonsii (ze Šalomounových ostrovů).

## Rozšíření a ekologie
Tato orchidej je rozšířena na světlých místech v nížinných deštných pralesích tropické jihovýchodní Asie. Existují nálezy z Myanmaru, Thajska, Laosu, Malajského poloostrova a ostrovů Borneo, Sumatra a Jáva. Nálezy z Filipín, Moluků, Celebesu, Nové Guineje a Šalomounových ostrovů nebyly potvrzeny a mohou se vztahovat k jiným druhům komplexu. V roce 2016 byla poprvé objevena také ve Vietnamu. V celém svém areálu je velmi vzácná a hrozí, že v některých oblastech vymře ve volné přírodě. V Singapuru existují plány na reintrodukci tygří orchideje materiálem, který byl vypěstován v botanických zahradách.

## Pěstování
Kvůli své enormní velikosti se pěstuje jen zřídka, protože tento druh je obvykle příliš velký na to, aby mohl být umístěn ve většině skleníků. Kultivované exempláře tohoto druhu se zpravidla pěstují umístěné v nádobách se směsí kůry, pemzy a dřevěného uhlí. Vyžadují minimální teplotu 15–18 °C, vydatnou zálivku a množství živin. Druh Grammatophyllum speciosum je uveden v příloze II Washingtonské úmluvy o ochraně druhů. Obchod je tedy možný s osvědčením od vyvážející země („dokument CITES“); vývoz z domovských zemí vyžaduje povolení.

## Galerie

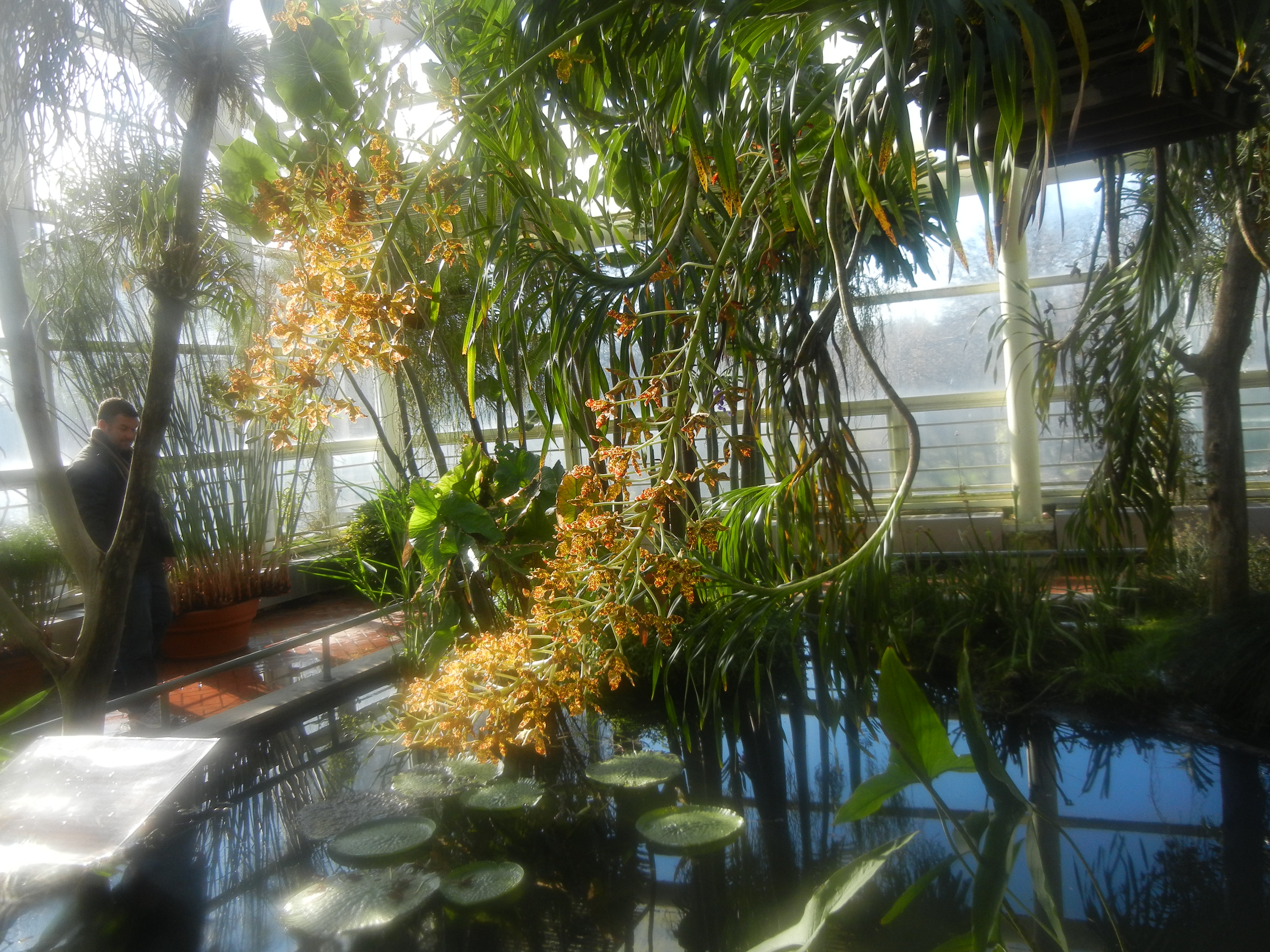
Kvetoucí exemplář ve skleníku
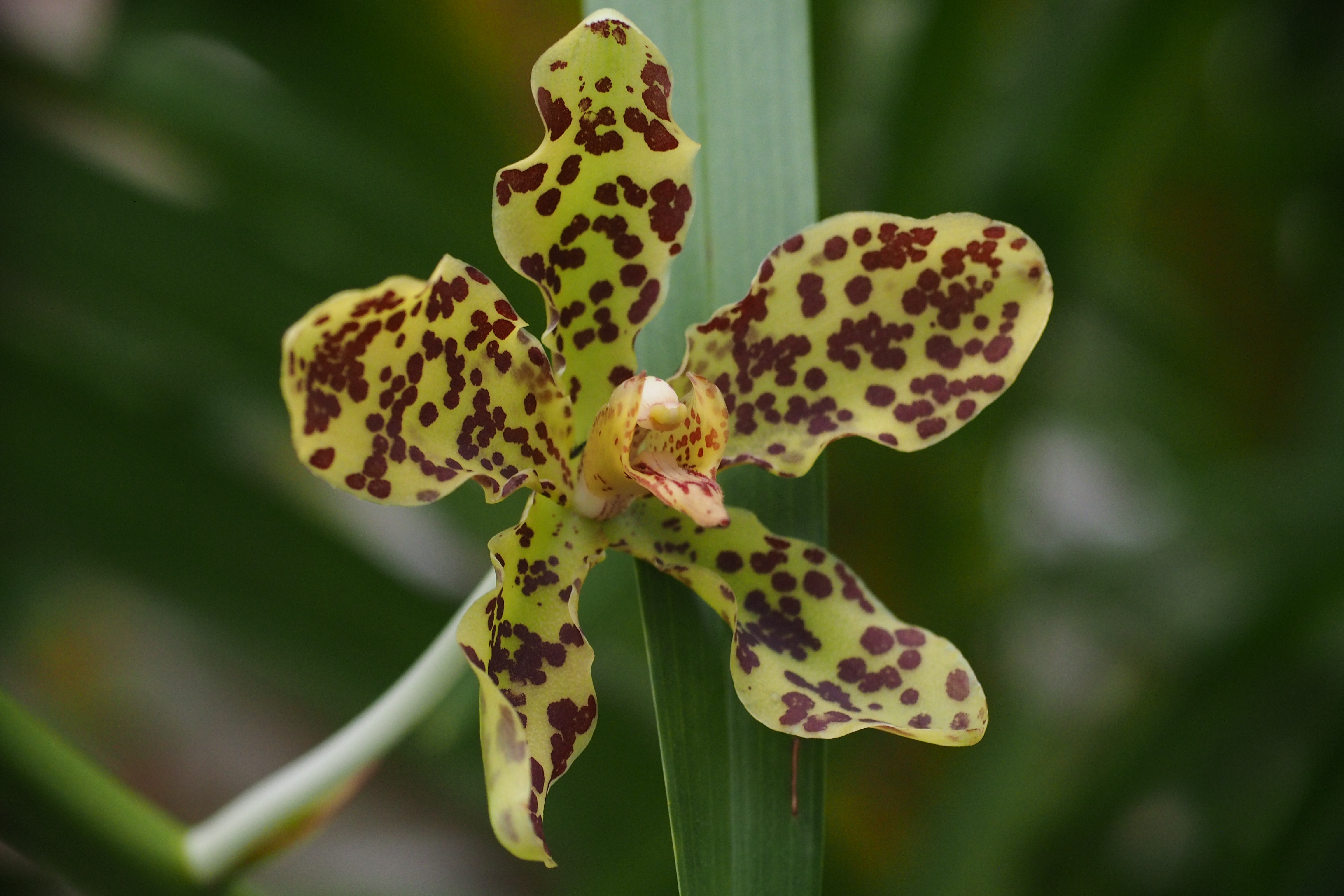
Detail květu
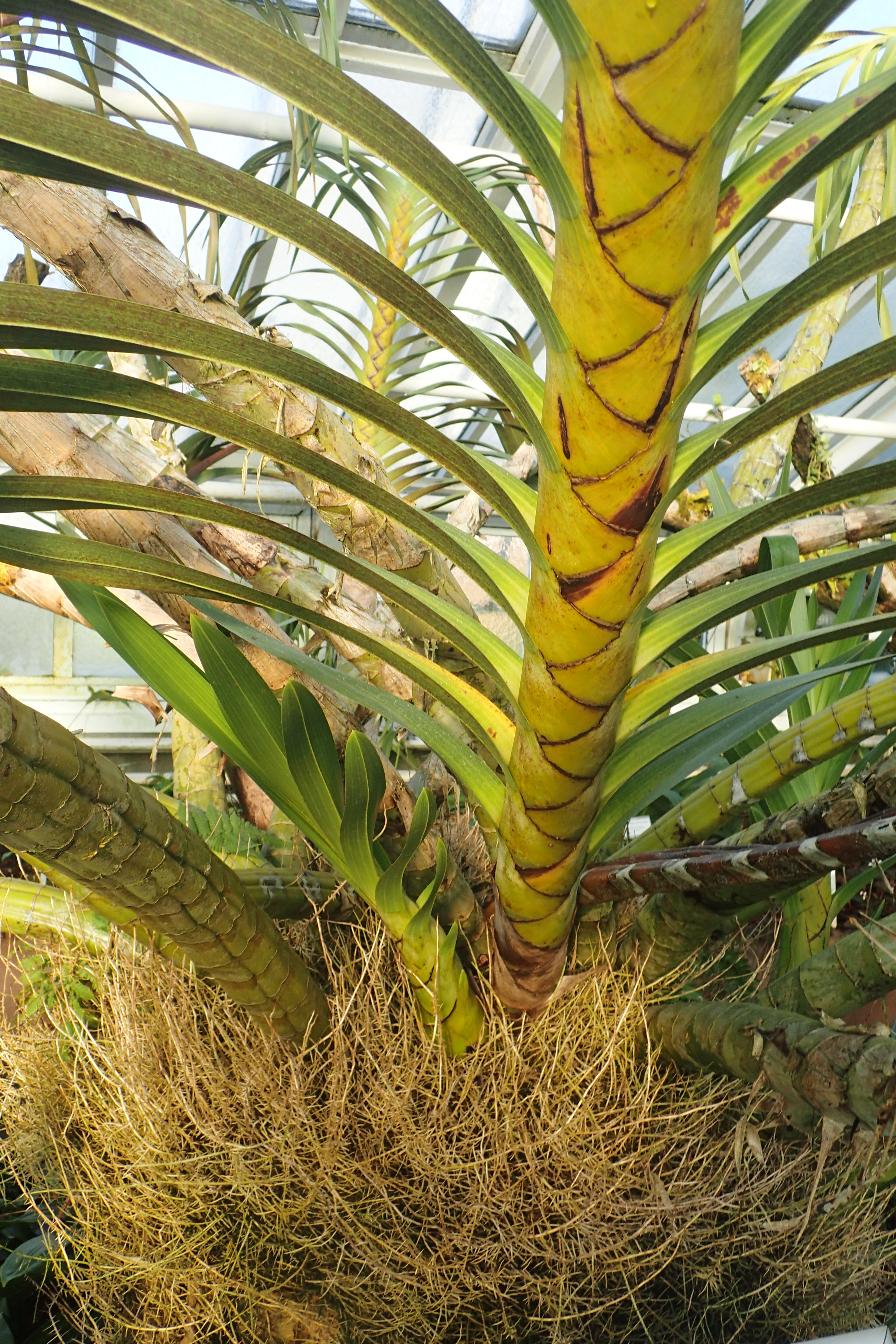
Stonek s listovými pochvami
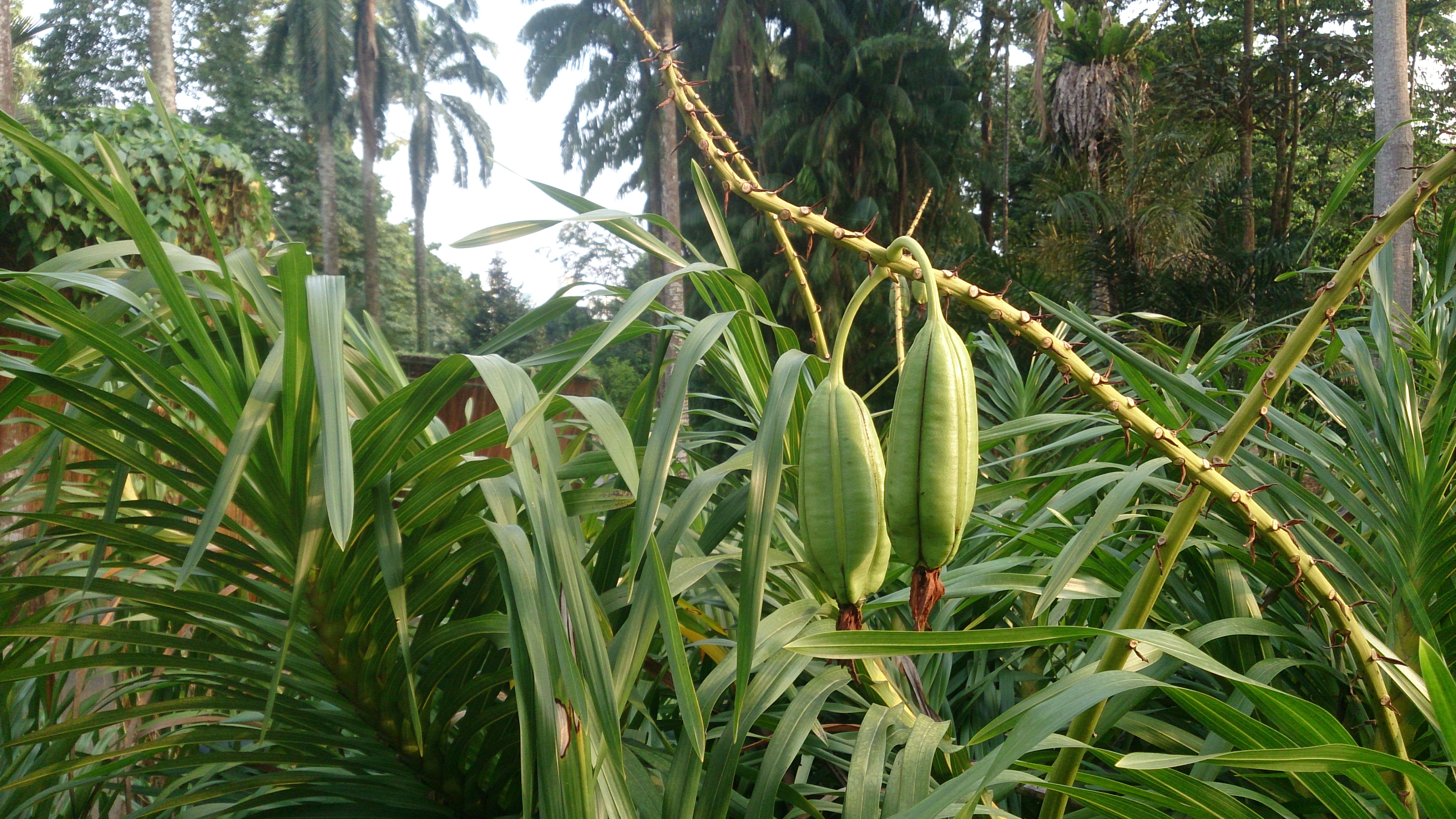
Plody
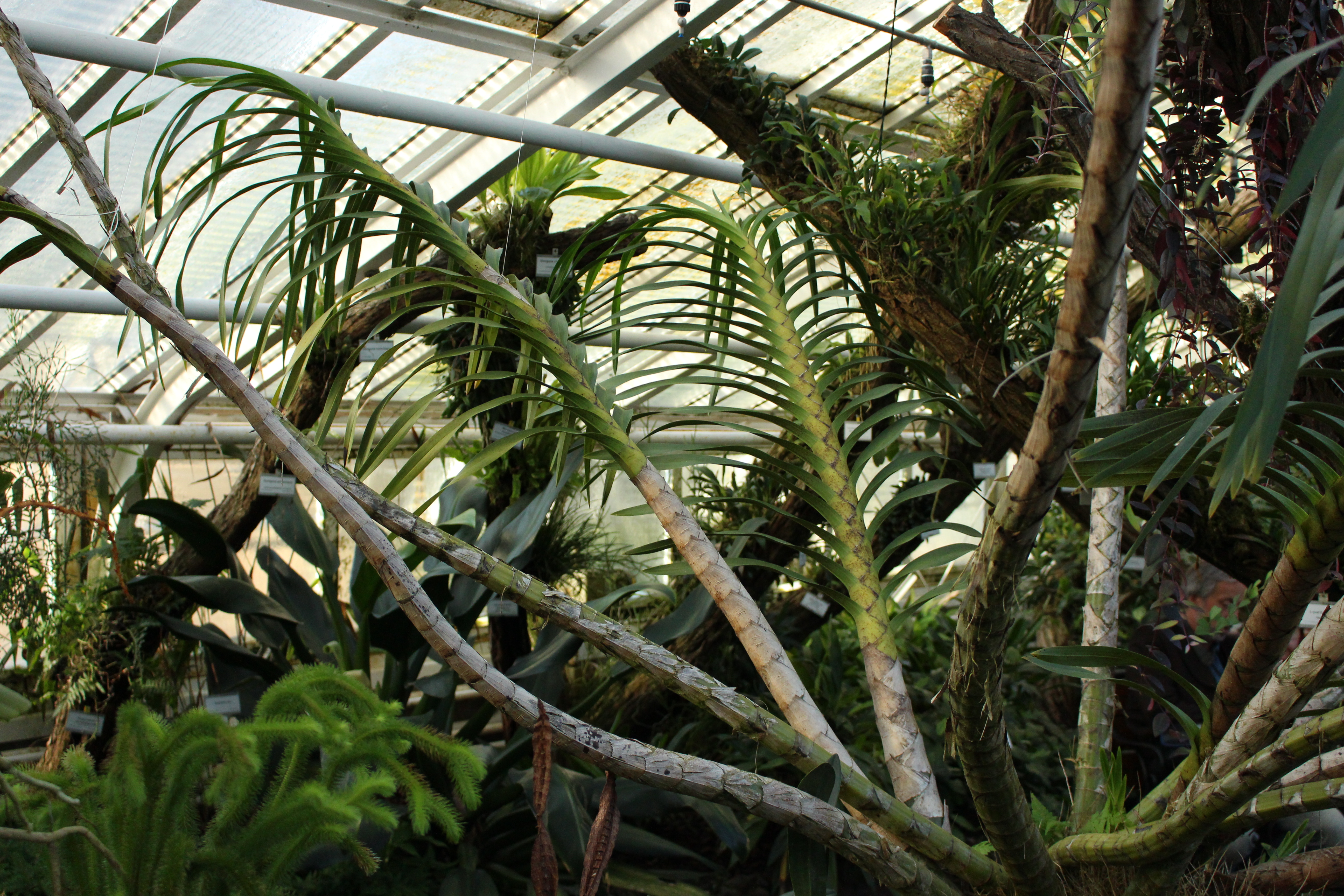
Sterilní exemplář